# Slag boven Førdefjord
De Slag boven Førdefjord, of zwarte vrijdag (Engels: Black Friday), verwijst naar de gevechtshandelingen van 9 februari 1945, toen Britse vliegtuigen een aanval deden op Duitse schepen die zich verborgen hielden in de Førdefjord in Noorwegen.

## Achtergrond
De gebeurtenissen begonnen, toen een Brits verkenningsvliegtuig ontdekte dat verschillende Duitse oorlogsschepen, waaronder een destroyer, voor anker waren gegaan in de fjord. De piloten Priest and Brightwell brachten de informatie over aan Wing Commander Colin Milson die de informatie gebruikte om een aanvalsplan op te stellen. Navigatie was in handen van Ralph E. Jones, hij was 35 en daarmee de oudste deelnemer in de groep. Het hoofddoel was de Duitse Z33. Snel kozen 45 vliegtuigen het luchtruim voor een aanval op de Duitse vloot. De Duitsers ontdekten de Britse vliegtuigen terwijl deze op weg waren naar hun doel en verzochten om luchtsteun van hun vliegbasis op Herdla.

## Luchtslag
De luchtslag boven Sunnfjord was een van de grootste en heftigste boven Noors grondgebied gedurende de Tweede Wereldoorlog, de luchtslag kon gehoord en gezien worden boven grote delen van Sunnfjord en Ytre Sogn. Alle 45 geallieerde vliegtuigen waren betrokken in de luchtslag met de 12 Focke-Wulf Fw 190 vliegtuigen van de Luftwaffe. 12 geallieerde en vier Duitse vliegtuigen gingen verloren en 14 geallieerde en twee Duitse vliegers, Otto Leibfried en Rudi Linz verloren daarbij hun leven.

## Gedenkteken
In 1985 is een herdenkingssteen geplaatst voor de doden en gewonden van de luchtslag op Førde vliegveld.

## Deelnemende vliegtuigen aan de luchtslag
De volgende geallieerde vliegtuigen waren betrokken:
- 9 Beaufighters van 144.(RAF) Squadron
- 11 Beaufighters van 404. (RCAF) Squadron
- 11 Beaufighters van 455. (RAAF) Squadron
- 12 Mustang MK III's van 65. (RAF) Squadron
- 2 Warwick MK I's van 279. (RAF) Squadron

De volgende Duitse vliegtuigen waren betrokken:
- 9 Focke-Wulf Fw 190 van 9. Staffel
- 3 Focke-Wulf Fw 190 van 12.Staffel